# Psoralea cyphocalyx
Psoralea cyphocalyx är en ärtväxtart som beskrevs av Asa Gray. Psoralea cyphocalyx ingår i släktet Psoralea och familjen ärtväxter. Inga underarter finns listade i Catalogue of Life.